# エイミー・フィッシャー

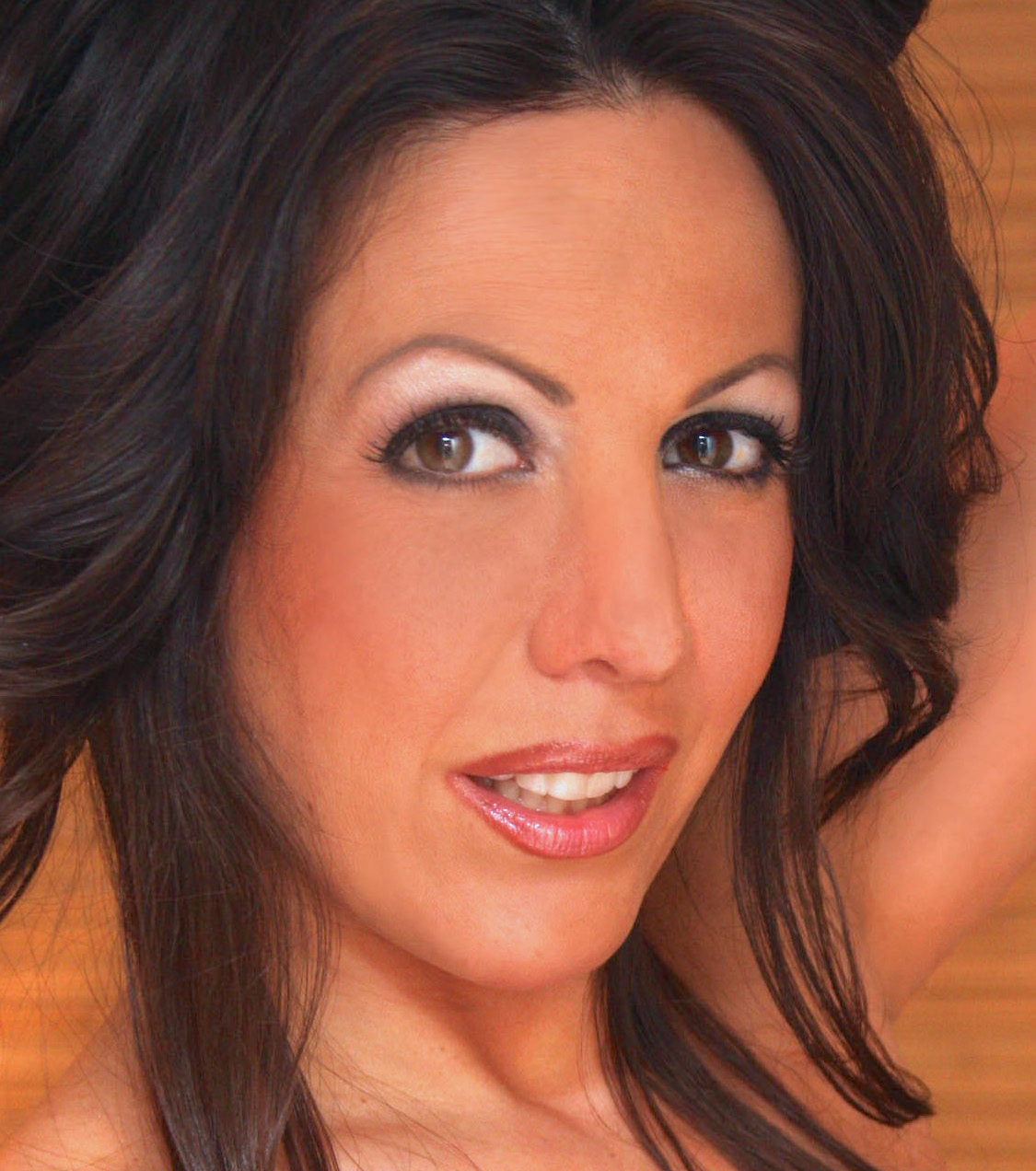
エイミー・フィッシャー （2008年）

エイミー・フィッシャー（Amy Fisher, 誕生名Elizabeth Fisher、1974年8月21日 - ）は17歳で殺人未遂のため服役した経験のある米国のジャーナリスト、およびポルノ女優。通称「ロングアイランドのロリータ」。
フィッシャーは、中年男性ジョーイ・バタフューコ（Joey Buttafuoco）と愛人関係にあった。フィッシャーは1992年5月、ニューヨーク市郊外ナッソー郡のバタフューコ宅を訪れ、応対に出た妻メアリー・ジョーの頭部をピストルで撃ち逃走した。この事件は全米で数ヶ月にわたって報道され、特に中年男性と少女の恋愛関係が話題の焦点になった。
バタフューコは翌1993年、未成年だったフィッシャーと肉体関係を持ったことで法定強姦罪に問われ有罪。フィシャーは「ロングアイランドのロリータ（Long Island Lolita）」とメディアによって命名されて、さまざまな話題を提供した。後に、歌手マドンナも、コンサートでフィッシャーを擁護する発言をしている。
同年、ドキュメンタリー『The Amy Fisher Story』（邦題 : プワゾンの香り）として、エイミーをドリュー・バリモア、バタフューコをアンソニー・ジョン・デニソンが演じて映画化され、当時は日本でもNHK-BS2などで放映された。バタフューコを演じたデニソンは、「長い俳優人生の中で、バタフューコはもっとも難しい役であった」と、後年のインタビューで語っている。
1999年、7年間の服役を経てフィッシャーは仮釈放された。出所後いくつかの仕事に就くものの、前歴がばれて解雇された。しかし、フリーペーパー紙“New Island Ear”にコラムニストとして採用され、ジャーナリストの道を選択した。彼女の文章は高く評価され、2004年には職業ジャーナリスト協会コラム/記事メディア賞を受賞。その後、ロングアイランド・プレスのコラムニストも勤めた。
2007年10月、彼女のセックステープが夫によって勝手に販売され「流出」する事件が起きた。フィッシャーははじめは販売に反対していたが、まもなく和解するとともに、積極的に新作を作って有料サイトで売り、ポルノ女優としての活躍を始めた。代表作は、Amy Fisher: Totally Nude & Exposed。同時にクラブのストリッパーとしても働いている。2010年7月、ネット上で2010年と2011年のポルノ作品出演計画を明らかにした。ポルノ女優としては、非常に形の良いバスト、ピンク色の美しい性器、おなかの蝶の刺青がトレードマークである。

## 関連文献
- Fisher, Amy with Weller, Sheila (1994). Amy Fisher: My Story (reprint edition). ISBN 0-671-86559-5.
- Eftimiades, Maria (1992). Lethal Lolita: A True Story of Sex, Scandal and Deadly Obsession. St. Martin's Press. ISBN 0312950624.